# Приглашение (фильм, 2022)
«Приглашение» (англ. The Invitation) — художественный фильм режиссёра Джессики М. Томпсон. Главные роли исполнили Натали Эммануэль и Томас Доэрти. Вдохновлённый романом Брэма Стокера «Дракула», фильм рассказывает о молодой женщине, которая после смерти матери впервые встречается со своей семьей, чтобы узнать тёмные секреты, которые они скрывают.
Премьера фильма состоялась 26 августа 2022 года.

## Сюжет
После смерти матери, Иви (Натали Эммануэль) делает тест ДНК и обнаруживает давно потерянного кузена, о котором даже не подозревала. Она получает приглашение от вновь обретённой семьи на пышную свадьбу в английской глубинке. Вначале она оказывается очарованной сексуальным аристократом-хозяином, но вскоре погружается в кошмар и ради выживания, вынуждена раскрыть тайны истории своей семьи и подозрительные намерения, стоящие за их мнимой щедростью.

## В ролях
- Натали Эммануэль — Иви
- Томас Доэрти — Уолтер
- Стефани Корнелиуссен — Виктория
- Алана Боден — Люси
- Кортни Тейлор — Грейс
- Хью Скиннер — Оливер
- Шон Пертви — мистер Филдс.

## Производство и премьера
О начале работы над фильмом под рабочим названием «Невеста» стало известно в 2020 году. Сюжет фильма описывал «историю молодой женщины, которая посещает пышную свадьбу, не подозревая об ужасах, которые её ожидают». Сценарий фильма написал Блэр Батлер, который черпал вдохновение из романа Брэма Стокера 1897 года «Дракула». Джессика М. Томпсон внесла изменения в сценарий. Натали Эммануэль была утверждена на главную роль, а Эмиль Гладстон выступил продюсером фильма. Гаррет Хедлунд должен был исполнить роль Уолтера, но отказался от участия в съёмках. Позже его заменил Томас Доэрти.. Также в актёрский состав фильма вошли Алана Боден и Хью Скиннер.
Съёмки прошли в Будапеште, в сентябре 2021 года.
Премьера фильма состоялась 26 августа 2022 года.